# Pedro Atala Zablah
Pedro Wady Atala Zablah (Tegucigalpa,MDC Honduras, 19 de julio de 1968) es un empresario hondureño de origen árabe palestino. Desde 2004 hasta 2014 fue presidente del Club Deportivo Motagua junto a su primo Javier Atala.

## Vida privada
Pedro Atala Zablah es hijo de Pedro Atala Simón,  empresario y dirigente de fútbol hondureño. Tiene cinco hermanos, entre ellos: Jacobo, Eduardo y Karen Atala; es primo de Camilo Atala, fundador y presidente ejecutivo del Grupo Financiero FICOHSA, además una de las personas más poderosas de Honduras con Camosa siendo sus fuertes en el Trabajo. Durante su infancia jugó para las reservas del Club Deportivo Motagua e incluso jugó para el equipo de segunda división.

## Vida empresarial
Pedro Atala es dueño de Camosa, el distribuidor oficial de John Deere en Honduras. Pedro Atala es, también el Trigésimo tercero (33º) presidente del Club Deportivo Motagua desde el año 2004 cargo que anteriormente sostenía su primo Javier. Durante su presidencia, el Club Deportivo Motagua ha conseguido dos títulos de la Liga Nacional de Honduras, el Apertura 2006 y el Clausura 2011, y también un título internacional, la Copa Interclubes de la UNCAF de 2007. Además, durante su presidencia se inauguró el Complejo Deportivo Pedro Atala Simón, considerado el Centro de Alto Rendimiento más moderno de Honduras.
En mayo de 2014 se anunció que Pedro Atala no seguiría más siendo el presidente de Motagua.
Pedro Atala junto a su hermano Eduardo Atala regresan a la presidencia de Motagua en el 2015 agarrando nuevamente las riendas del Ciclón Azul.